# Resolutie 813 Veiligheidsraad Verenigde Naties
Resolutie 813 van de Veiligheidsraad van de Verenigde Naties werd unaniem door de VN-Veiligheidsraad aangenomen op 26 maart 1993.

## Achtergrond
Na de hoogdagen onder het decennialange bestuur van William Tubman, die in 1971 overleed, greep Samuel Doe de macht. Zijn dictatoriale regime ontwrichtte de economie en er ontstonden rebellengroepen tegen zijn bewind, waaronder die van de latere president Charles Taylor. In 1989 leidde de situatie tot een burgeroorlog waarin de president vermoord werd. De oorlog bleef nog doorgaan tot 1996.

## Inhoud

### Waarnemingen
De Veiligheidsraad bleef geloven in het Yamoussoukro IV-Akkoord om het conflict in Liberia op te lossen door omstandigheden te creëren waarin vrije en eerlijke verkiezingen konden plaatsvinden. Ze betreurde dat er partijen waren die de verscheidene akkoorden, waaronder het Yamoussoukro IV-Akkoord, niet respecteerden of
uitvoerden. Daardoor konden de goede omstandigheden om verkiezingen te houden niet tot stand komen.
Daarnaast was er ook nood aan meer humanitaire hulp. De ECOWAS'inspanningen om het conflict vreedzaam op te lossen en de steun van de OAE hieraan werden verwelkomt. Verder werd bepaald dat de situatie in Liberia een bedreiging van de internationale vrede en -veiligheid was; vooral in de regio West-Afrika.

### Handelingen
De inspanningen van ECOWAS en de OAE werden geprezen en het geloof in de Yamoussoukro IV-akkoorden bevestigt. De Veiligheidsraad veroordeelde de schending van het staakt-het-vuren van 28 november 1990 door enige partij en herhaalde dat het staakt-het-vuren en de verschillende akkoorden moesten worden nageleefd.
De secretaris-generaals aanstelling van Trevor Gordon-Somers als zijn Speciale Vertegenwoordiger voor Liberia werd verwelkomd. Alle landen werden opgeroepen het wapenembargo tegen Liberia strikt na te leven.
De Veiligheidsraad eiste dat alle partijen zouden samenwerken met de Secretaris-Generaal en ECOWAS aan de uitvoering van het Yamoussoukro IV-Akkoord en zou maatregelen nemen moest enige partij dit weigeren, vooral inzake kampementen en ontwapening.
Alle lidstaten werden ook opnieuw opgeroepen zich terughoudend op te stellen tegenover Liberia, geen militaire steun te geven aan een van de partijen en niets te ondernemen dat slecht is voor het vredesproces. Geprezen werd de humanitaire hulp die werd verleend aan de slachtoffers van het conflict.
De partijen mochten niets doen om die hulp te hinderen en moesten de veiligheid van de hulpverleners verzekeren en het internationaal humanitair recht naleven. De secretaris-generaal werd gevraagd de mogelijkheid van een vergadering met de interim-president en de fracties te bekijken om het akkoord opnieuw vlot te trekken en het dan meteen ook over de bijdrage van de VN hieraan te hebben, zoals het sturen van waarnemers.

## Verwante resoluties
- Resolutie 788 Veiligheidsraad Verenigde Naties (1992)
- Resolutie 856 Veiligheidsraad Verenigde Naties
- Resolutie 866 Veiligheidsraad Verenigde Naties

Lijst ·  800 ·  801 ·  802 ·  803 ·  804 ·  805 ·  806 ·  807 ·  808 ·  809 ·  810 ·  811 ·  812 ·  813 ·  814 ·  815 ·  816 ·  817 ·  818 ·  819 ·  820 ·  821 ·  822 ·  823 ·  824 ·  825 ·  826 ·  827 ·  828 ·  829 ·  830 ·  831 ·  832 ·  833 ·  834 ·  835 ·  836 ·  837 ·  838 ·  839 ·  840 ·  841 ·  842 ·  843 ·  844 ·  845 ·  846 ·  847 ·  848 ·  849 ·  850 ·  851 ·  852 ·  853 ·  854 ·  855 ·  856 ·  857 ·  858 ·  859 ·  860 ·  861 ·  862 ·  863 ·  864 ·  865 ·  866 ·  867 ·  868 ·  869 ·  870 ·  871 ·  872 ·  873 ·  874 ·  875 ·  876 ·  877 ·  878 ·  879 ·  880 ·  881 ·  882 ·  883 ·  884 ·  885 ·  886 ·  887 ·  888 ·  889 ·  890 ·  891 ·  892